# Triacetelus
Triacetelus is een kevergeslacht uit de familie van de boktorren (Cerambycidae). De wetenschappelijke naam van het geslacht werd voor het eerst geldig gepubliceerd in 1892 door Bates.

## Soorten
Triacetelus omvat de volgende soorten:
- Triacetelus emarginatus (Chevrolat, 1862)
- Triacetelus sericatus Bates, 1892
- Triacetelus viridipennis Chemsak & Linsley, 1976